# HD187959
HD187959 — хімічно пекулярна зоря спектрального класу A3, що має видиму зоряну величину в смузі V приблизно  7,8.
Вона  розташована на відстані близько 494,2 світлових років від Сонця.